# 进化镇 (梅河口市)
进化镇，是中华人民共和国吉林省通化市梅河口市下辖的一个乡镇级行政单位。

## 行政区划
进化镇下辖以下地区：
前进村、通河村、三合村、永范村、大兴村、谢家村、进化村、维新村、乐善村和碱水村。